# Crossfire (ゲーム)

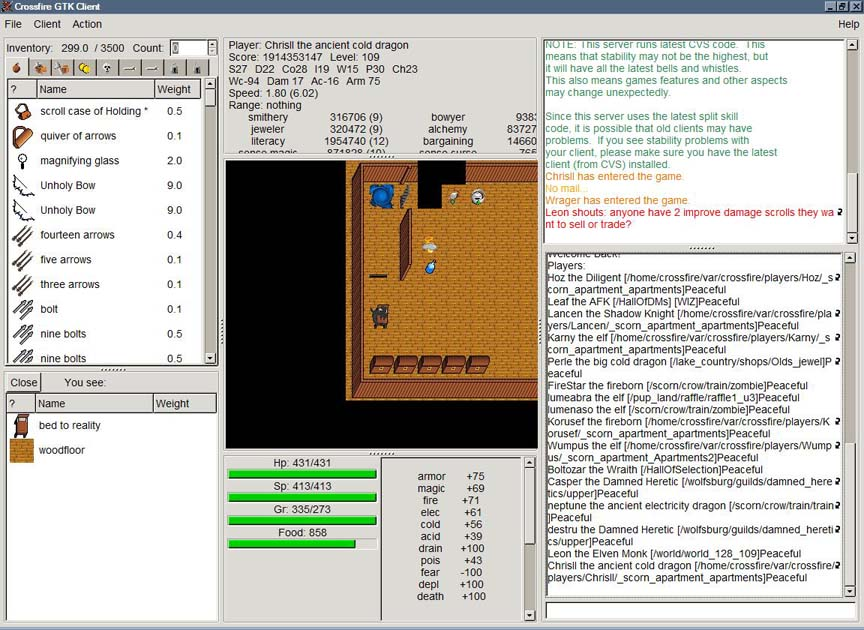
Crossfire Client 1.7.0

Crossfire（クロスファイア）は、オープンソースのMMORPG である。タイル・ベースのグラフィックシステム、現実のように伝染する疫病、数多くの魔法、いくつかの街からなる広大な世界、などの特徴をもつ。
ゲームは GNU GPL のもとで配布されており、公式サイトのメタサーバと多くのサーバが存在する。
クライアントは、Windows、Linux、Mac OS X、IRIXやその他多くのプラットフォーム上で動作する。サーバは、Linux、IRIX、Windows上で動作する。
また、Crossfireから派生したDaimoninというゲームがあり、BGMや見下ろし型のゲーム画面を採用している。

## 概要
プレイヤーは、12の種族（平均的な人間・エルフから、ドラゴンやケツァルコアトルに至るまで）から1つを、同様に15の職業の中から1つを選択する。ゲームは、あらゆる行動によってひとつの経験値が上がるのではなく、各スキルごとに個別の経験値をもつシステムを採用している。従って、多く使用したスキルほど経験が積まれていくという点で、より現実味がある。
プレイヤーは、互いにゲーム世界の反対に位置するScorn、Navarという二つの街から開始地点を選択することができ、他の街や村はゲームの中で発見していくことになる。ゲーム中には多くのクエストがあるが、主に仲間と一緒にモンスターを倒していくタイプのゲームである。
ゲームのマップは巨大な大陸の隅々に広がっており、探索してもしきれないほど用意されている。